# Accident ferroviaire de Hugstetten
L’accident ferroviaire de Hugstetten a lieu le 3 septembre 1882 lorsqu’un train spécial allant de Fribourg-en-Brisgau à Colmar et transportant mille deux cents voyageurs déraille dans le Mooswald, entre Hugstetten et Buchholz. L’accident cause la mort de soixante-neuf personnes et fait plus de deux cents blessés. Selon les résultats de l’enquête, le déraillement est causé par une vitesse excessive dans une descente, aggravée par l’absence à leur poste des préposés aux freins. Il s’agit de l’accident ferroviaire le plus meurtrier des chemins de fer allemands de leur création à 1939.

## Déroulement
Le 3 septembre 1882, l’anniversaire de la victoire de Sedan est l’occasion pour Fribourg-en-Brisgau d’organiser d’importantes festivités. Afin de permettre aux habitants de la région de Colmar de s’y rendre, il est prévu de faire rouler un train spécial partant de Colmar le matin à 7h30 et repartant de Fribourg le soir à 20h. Environ mille deux cents personnes se trouvent à bord du train, dont le voyage aller se déroule sans encombre. Le retour ne peut toutefois se faire à l’heure prévue du fait que le train régulier Colmar-Fribourg est en retard et que le train spécial doit attendre qu’il ait dégagé la voie.
Le train part finalement à 20h15 avec un quart d’heure de retard. Il fait alors non seulement nuit, mais un violent orage avec de fortes averses balaie également la région. Peu avant 20h30, le train passe devant le poste du garde-barrière n°4 avant de s’engager dans une forte pente. Environ 1 500 m plus loin, à mi-chemin entre Buchholtz et Hugstetten, le train déraille. Après avoir quitté la voie, la locomotive poursuit tout droit à travers la prairie jouxtant la voie dans laquelle elle finit par s’embourber. La plupart des wagons se renversent, leur superstructure légère en bois déchiquetée. Seuls neuf wagons passagers sur les vingt-six du train sont épargnés.
L’alerte est donnée vers 20h45 à Hugstetten, selon les sources soit par la fille du garde-barrière, soit par le chef de train. Le maire fait alors sonner le tocsin et les habitants de la ville, ainsi que ceux du hameau de Hochdorf, se rendent en nombre sur les lieux de l’accident. À peu près au même moment, le chef de gare de Fribourg se résout à faire partir le train régulier Fribourg-Colmar de 20h30 après avoir attendu en vain pendant un quart d’heure le signal que le train spécial est passé à Hugstetten. La nouvelle de l’accident tarde en effet à atteindre Fribourg du fait que les câbles du télégraphe ont été arrachés lors du déraillement. Les premières rumeurs de l’accident commencent à arriver à Fribourg vers 21h20, mais ce n’est qu’à 22h10, après avoir transité par Colmar et Appenwihr, qu’arrive le message laconique : « Hugstetten informe que le train spécial a déraillé. Pas de détails supplémentaires ». Un train de secours part peu après, mais, les autorités ignorant la gravité de l’accident, celui-ci ne comprend que des moyens d’assistance technique et non médicale. Ce n’est que vers minuit que les autorités prennent conscience de l’ampleur de l’accident et donnent l’alerte générale.
Entre temps, les habitants de Hugstetten extraient les victimes des wagons défoncés et font chercher les médecins des alentours. Les blessés nécessitant des soins hospitaliers ont tous été envoyés sur les hôpitaux de Fribourg à 1h50 et un train part du lieu de l’accident à 4h pour ramener à Colmar les passagers indemnes et les blessés plus légers ayant été traités sur place. Le bilan est de cinquante-deux morts sur les lieux de l’accident, auxquels s’ajoutent dix-sept personnes décédées des suites de leurs blessures dans les jours qui suivent. Plus de cent personnes sont gravement blessées et une cinquantaine plus légèrement.

## Le matériel
L’ensemble du matériel roulant est prélevé sur le réseau Alsace-Lorraine. Le train est composé d’une locomotive Kniebis, normalement destinée au transport de marchandises, d’un wagon de fret et de vingt-six voitures pour les passagers. La majeure partie de celles-ci n’ont pas de freins, seules les voitures 1, 2, 8, 15,20, 27 et 28 en étant équipées.

## Enquête
Une commission d’enquête est formée pour éclaircir les raisons de l’accident. Après examen, elle écarte la possibilité que l’accident ait pu être provoqué par une déformation de la voie causée par les précipitations. En revanche, elle observe que la pente est particulièrement forte à l’endroit de l’accident, de l’ordre de 1:146, raison pour laquelle la vitesse avait été limitée à 40 km/h sur ce tronçon après que plusieurs accidents aient été évités de peu. D’après les relevés faits sur les lieux de l’accident, notamment la position de la locomotive, la vitesse du convoi est toutefois évaluée à environ 70 km/h au moment du déraillement.
Le conducteur reconnaît par la suite avoir roulé au-dessus des limitations prescrites afin de réduire le retard pris au départ de Fribourg, mais affirme avoir freiné en arrivant dans la pente. Les enquêteurs déterminent que, alors que les capacités de freinage du train étaient déjà limitées par le peu de wagons équipés de freins, seuls trois des sept préposés au freinage étaient à leur poste au moment de l’accident. Ainsi, lorsque le conducteur a actionné violemment le frein du tender, le reste du convoi, insuffisamment freiné, a percuté la locomotive et l’a poussée hors de la voie, entraînant le déraillement.